# Digital8
Digital8 (デジタルエイト) は、ソニーが開発した民生用デジタルビデオ規格の一つ。1999年1月に発表、同年3月に同方式に対応したハンディカム (カムコーダ) 類が発売された。
SD画質(720x480ドット)のデジタル映像をHi8方式のビデオテープに記録する。フォーマットにDV方式をそのまま使用しているのが特徴である。ハイビジョン画質には対応していない。
ソニーの独自規格であり、ほとんど普及することなく短命に終わった（後述）。

## 記録方式
映像データ、音声データともにDV方式と全く同じフォーマットである 。
NTSC記録時のフォーマット詳細は以下の通り。
- 映像フォーマット
  - 輝度(Y)サンプリング周波数　13.5MHz
  - 色差(Cb/Cr)サンプリング周波数　3.375MHz/3.375MHz
    - クロマサブサンプリング　Y:Cb:Cr = 4:1:1

  - 量子化ビット数　8bit
  - 1秒間あたりのフレーム数　29.97fps
  - 1秒間あたりのデータレート　25Mbps
    - 圧縮前のデータレートは　Y+Cb+Cr = (13.5MHzx8bit)+(3.375MHzx8bit)+(3.375MHzx8bit) = 108Mbps+27Mbps+27Mbps = 162Mbps であるが、ここからブランキング区間（画面外の真っ黒な部分）を取り除いて約127Mbpsとし、さらに各フレームを個別に約1/5にDCT圧縮することで25Mbpsに収めている。なおフレーム間圧縮（時間軸方向の圧縮）は行わない。
- 音声フォーマット
  - サンプリング周波数48kHz、量子化ビット数16bit（2chの場合）
  - サンプリング周波数32kHz、量子化ビット数12bit（4chの場合）

ヘリカルスキャンヘッドの回転速度は8ミリビデオ方式では1800rpmであったのに対し、記録密度の兼ね合いから4500rpmとなっている。回転ヘッドを9000rpmで回転させて1フレームあたり10トラック記録するDV方式との整合性を保つため、2トラック分を縦に並べて記録している。
テープ速度はDVテープよりも性能の低いHi8用テープを用いることからアナログ8ミリの2倍の28.666mm/sとなっていて、120分テープには60分録画できる。第2世代の製品群からはDV同様に1.5倍記録できるLPモードをサポートし、180分テープに135分録画できるようになった。このことにより、テープ1本に録画可能な最大時間が80分テープにLPモードで記録した場合に120分となるminiDVを上回った。
DV端子 (IEEE 1394端子) を装備しており、電気的にはDV方式の機器と完全に同じものとして扱える。このためパソコンのIEEE1394端子に接続してテープ上のデジタル映像を無劣化でDV codecの動画ファイルとして保存できる。
アナログ記録されたテープもDV端子からDVフォーマットでデジタル出力されるため、撮りためた8mmビデオテープを安定した画質でパソコンに保存するための再生機としてDigital8レコーダーを活用することもできる。

## 歴史
発売当時は海外で8ミリビデオ (Hi8) 方式のカムコーダ (ビデオカメラ) の売れ行きもよく、買い替え需要としても期待された。日本市場でも、当時はHi8と競合する「miniDV」のテープの実売価格がHi8テープの3倍前後であったため、デジタルハンディカムとして価格的競争力を期待されていたが、予想されたほどには売り上げが伸びず、またソニー以外に参入するメーカーもなく、ハンディカム8機種・ビデオウォークマン (ポータブルデッキ) 2機種の発売に留まり、参入から3年余で製品展開をストップした。
しかしながら、ビデオウォークマン2機種 (GV-D800/200)については、8ミリビデオ・Hi8を含めた、過去の録画テープの再生用としての需要があり、しばらく生産が継続された。そして2011年9月までに販売終了することが発表され、これをもってDigital8に限らず、派生規格を含めての8ミリビデオ規格の全製品の生産終了となった。

### 国内で発売された製品
| 機種名      | 発売日    | CCD       | 液晶モニタ | 備考                                                              |
| ----------- | --------- | --------- | ---------- | ----------------------------------------------------------------- |
| DCR-TRV310K | 1999/3/1  | 1/4" 34万 | 3.5"       |                                                                   |
| DCR-TRV110K | 1999/3/1  | 1/4" 29万 | 2.5"       | 白黒ビューファインダー                                            |
| DCR-TRV935K | 1999      | 1/4" 34万 | 3.5"       | 通販専用モデル                                                    |
| DCR-TRV735K | 1999      | 1/4" 29万 | 2.5"       | 〃 ／白黒ビューファインダー                                       |
| DCR-TRV220K | 2000/3/1  | 1/4" 29万 | 2.5"       |                                                                   |
| DCR-TRV620K | 2000/4/1  | 1/4" 34万 | 3.5"       |                                                                   |
| DCR-TRV225K | 2000/4/10 | 1/4" 29万 | 2.5"       |                                                                   |
| DCR-TRV820K | 2000/4/20 | 1/4" 34万 | 4"         | プリンタ内蔵                                                      |
| GV-D800     | 2000/11/1 | -         | 4"         | ビデオウォークマン                                                |
| DCR-TRV300K | 2001/3/1  | 1/6" 29万 | 2.5"       | Mシリーズバッテリ採用                                             |
| DCR-TRV240K | 2002/3/1  | 1/6" 29万 | 2.5"       | Mシリーズバッテリ採用／白黒ビューファインダー                     |
| GV-D200     | 2002/7/1  | -         | -          | ビデオウォークマン／GV-D800から液晶モニタを省いて低価格化したもの |

- アナログ記録（8ミリビデオ方式およびHi8方式）されたテープも再生のみ可能である。
- 「CCD」欄の記載は寸法と有効画素数 (動画撮影時)。
- 特記なき限り、バッテリはLシリーズを使用、カラービューファインダーと手振れ補正搭載。LPモードはDCR-TRV220K/620K/820Kからサポート。
- DCR-TRV225Kは、DCR-TRV220Kにキャリングバッグや三脚、Hi8テープなどを追加し、さらに標準添付のバッテリを大容量タイプに変更して、「別売り品を購入することなくすぐに撮影が楽しめる」ようにしたもので、本体はDCR-TRV220Kと同等。
- DCR-TRV935K・735KもDCR-TRV225K同様にキャリングバッグ、三脚やテープ、大容量バッテリを添付、TVショッピングで販売された通販専用モデル。本体はDCR-TRV935KがDCR-TRV310K、DCR-TRV735KがDCR-TRV110Kと同等。従来のアナログ8ミリビデオの買い換え需要として、TVショッピングでは、従来の方式とも互換性があることをかなりアピールしていた。